# Joachim Johansson
Joachim Johansson (Lund, Švedska, 1. srpnja 1982.) je umirovljeni švedski tenisač.

## Teniska karijera
Johansson je profesionalnu karijeru započeo 2000. godine nastupom na domaćem turniru u Båstadu. Nakon toga uslijedio je Stockholm Open gdje je izgubio od Bohdana Ulihracha. Tijekom sljedeće godine Joachim se fokusirao na nastupe na challengerima te je sudjelovao na samo jednom ATP turniru (Stockholm).
Značajniji pomak bio je vidljiv 2002. kada Johansson osvaja tri challengera u Poljskoj, Austriji i Švedskoj dok 2003. debitira na Grand Slamu i to na Australian Openu gdje je u prvom kolu poražen od Mardyja Fisha.
Prijelomna godina u Johanssonovoj karijeri bila je 2004. kada na turniru u Sydneyju pobjeđuje Nijemca Rainera Schüttlera koji je tada bio šesti na ATP ljestvici. Ubrzo nakon toga osvaja svoj prvi turnir u Memphisu. Na Wimbledonu stiže do četvrtog kola gdje je zaustavljen od Mayera dok je na US Openu poražen u polufinalu od Lleytona Hewitta. To mu je ujedno i najbolji uspjeh karijere na Grand Slam turnirima uopće. Također, Johansson je stigao do četvrtfinala na četiri ATP turnira i to u Lyonu, Moskvi, Madridu i Stockholmu. Zbog tih uspjeha dodijeljena mu je nagrada za tenisača koji je najviše napredovao u protekloj sezoni.
Novu 2005. godinu Joachim je započeo osvajanjem Adelaidea gdje je sa 7–5, 6–3 pobijedio Amerikanca Taylora Denta. Nakon toga stiže do četvrtog kola Australian Opena što mu je najbolji plasman na tom turniru. Iako je izgubio od Andrea Agassija, postigao je rekord od najviše aseva na jednom meču - njih 51.
U veljači iste godine Johansson osvaja Open 13, svoj treći i posljednji turnir u singlu. U finalu igranom u Marseilleu pobijedio je Ivana Ljubičića sa 7–5, 6–4. Šveđanin na cijelom turniru nije nijednom izgubio svoj servis dok je Ljubičić, izmučen bronhitisom, djelovao nemoćno protiv raspoloženog Johanssona. Zbog tog uspjeha Joachim je skočio s desetog na deveto mjesto na ATP listi.
Sa sunarodnjakom Jonasom Björkmanom pobjeđuje na domaćem Båstadu u igri parova, iako su mu tu ali i ostale sezone obilježile ozljede. Zbog toga se 1. veljače 2008. igrački umirovio zbog konstantne ozljede ramena. Međutim, 3. listopada iste godine najavio je povratak na teniske terene nakon što je ozljeda sanirana. U ostatku karijere koja mu je trajala do 2011., Johansson je najviše nastupao na challengerima. Drugi puta se povukao zbog nedostatka motivacije.

## Privatni život
Tenisač ima nadimak Pim-Pim koji mu je nadjenut nakon rođenja. Njegov otac Leif je također bio tenisač te je nastupao za švedsku Davis Cup reprezentaciju tijekom 1970-ih.
Pet godina bio je u vezi s Jaslyn Hewitt, sestrom australskog tenisača Lleytona Hewitta. Danas je u braku sa švedskom golfericom Johannom Westerberg s kojom ima dijete.
Joachim nije u rodu sa sunarodnjakom i prezimenjakom te također tenisačem Thomasom Johanssonom.

## ATP finala

### Pojedinačno (3:0)
| Ishod   | Datum             | Turnir                  | Podloga         | Protivnik      | Rezultat |
| ------- | ----------------- | ----------------------- | --------------- | -------------- | -------- |
| Pobjeda | 16. veljače 2004. | Memphis, Tennessee, SAD | beton (dvorana) | Nicolas Kiefer | 7–6, 6–3 |
| Pobjeda | 3. siječnja 2005. | Adelaide, Australija    | beton           | Taylor Dent    | 7–5, 6–3 |
| Pobjeda | 7. veljače 2005.  | Marseille, Francuska    | beton (dvorana) | Ivan Ljubičić  | 7–5, 6–4 |

### Parovi (1:1)
| Ishod   | Datum            | Turnir          | Podloga          | Partner        | ProtivniCI                    | Rezultat      |
| ------- | ---------------- | --------------- | ---------------- | -------------- | ----------------------------- | ------------- |
| Poraz   | 6. lipnja 2005.  | Halle, Njemačka | trava (dvorana)  | Marat Safin    | Yves Allegro Roger Federer    | 5–7, 7–6, 3–6 |
| Pobjeda | 11. srpnja 2005. | Båstad, Švedska | zemlja (dvorana) | Jonas Björkman | José Acasuso Sebastián Prieto | 6–2, 6–3      |

## Vanjske poveznice
- Profil tenisača na ATP World Tour.com